# Векфильдский священник
«Векфильдский священник» (англ. The Vicar of Wakefield) — роман английского писателя Оливера Голдсмита, впервые опубликованный в 1766 году, самое значительное из прозаических произведений автора. Несколько раз экранизировался.

## Сюжет
Действие романа происходит в сельской местности в одном из английских графств. На фоне пасторальных пейзажей разворачивается жизненная драма священника Примроза, ставшего жертвой местного помещика Торнхилла. Последний совращает старшую дочь Примроза и похищает младшую, лишает невесты его сына. Священник разоряется, оказывается вынужден покинуть вместе с семьёй родной дом и попадает в долговую тюрьму, но в финале его жизнь снова налаживается благодаря внезапному вмешательству дяди Торнхилла.

## Создание и оценки
Оливер Голдсмит написал свой единственный роман в 1762 году. Писателю тогда грозила долговая тюрьма, так что он был вынужден продать рукопись издателю за 60 фунтов стерлингов; при этом остаётся неясным, успел ли Голдсмит закончить работу и возвращался ли он к роману позже. «Векфильдский священник» был опубликован в 1766 году (впервые с указанием авторства Голдсмита — в 1779) и стал самым значительным из прозаических произведений автора. В 1767 году вышел его перевод на французский язык, в дальнейшем появились переводы на все основные языки Европы. В Великобритании и США регулярно выходили иллюстрированные издания.
Литературоведы часто называют «Векфильдского священника» сентиментальным романом, демонстрирующим веру во врожденную человеческую доброту. В то же время это может быть сатира на сентиментализм: главному герою его положительные качества не помогают, и он может надеяться только на чудо. Возможны параллели между злоключениями Примроза и страданиями библейского Иова. В романе видят «критику буржуазной морали» и идеализацию «патриархального уклада жизни».
Роман Голдсмита имел определённое влияние на европейскую литературу. Он упоминается в произведениях Джейн Остин, Мэри Шелли, Шарлотты Бронте, Чарльза Диккенса, Стендаля, Гёте. Один из переводов «Векфильдского священника» на французский язык принадлежит перу Генри Лонгфелло.
«Векфильдский священник» стал литературной основой одноимённых фильмов, выходивших в 1910, 1913 и 1916 годах, а также итальянского телесериала 1959 года.